# 水龙吟
水龙吟，词牌名。亦称《龙吟曲》、《小楼连苑》、《庄椿岁》。双调一百零二字，前阕四仄韵、后阕五仄韵，上去通押。

## 得名
唐玄宗以此曲隐隐有龙吟之声，又合风生水起之意，故而命名为《龙吟曲》。
相传《龙吟曲》原本脱胎于南北朝时北齐郑述祖创作的古琴曲，唐玄宗之后，文人多依此韵律调式填词唱和，起初所作，常与波涛、江河、云雨相关，以依“龙行带雨”之意，亦被称作《水龙吟》。
秦观有“小楼连苑横空，下窥绣毂雕鞍骤”之句，此词牌便得别名《小楼连苑》。
南宋文人方味道曾用《水龙吟》填写祝寿贺词，结尾言道：“玉树参庭，桂枝分种，香浮兰芷。看他年，接武三槐，长是伴庄椿岁。”故得名《庄椿岁》。

## 词牌格式
平平仄仄平平，平平仄仄平平仄。平平仄仄，平平仄仄，仄平平仄。仄仄平平，平平仄仄，仄平平仄。仄平平仄仄（上一下四），平平仄仄，平平仄，平平仄。

仄仄平平仄仄。仄平平、仄平平仄。平平仄仄，平平仄仄，平平仄仄。仄仄平平，平平仄仄，平平平仄。仄平平仄仄，平平仄仄，仄平平仄。

## 例词

### 苏轼次韵章质夫杨花词[1]
似花还似非花，也无人惜从教坠。抛家傍路，思量却是，无情有思。萦损柔肠，困酣娇眼，欲开还闭。梦随风万里，寻郎去处，又还被、莺呼起。
不恨此花飞尽，恨西园、落红难缀。晓来雨过，遗踪何在，一池萍碎。春色三分，二分尘土，一分流水。细看来不是，杨花点点，是离人泪。

### 辛弃疾登建康赏心亭
楚天千里清秋，水随天去秋无际。遥岑远目，献愁供恨，玉簪螺髻。落日楼头，断鸿声里，江南游子。把吴钩看了，栏杆拍遍，无人会、登临意。
休说鲈鱼堪脍，尽西风，季鹰归未？求田问舍，怕应羞见，刘郎才气。可惜流年，忧愁风雨，树犹如此！倩何人唤取，红巾翠袖，揾英雄泪。
1. ↑  . 古诗文网.   [2015-05-18]. （原始内容存档于2015-03-20）.